# Ferdinando Arborio Gattinara di Breme
Ferdinando Arborio Gattinara di Breme, titolo d'uso Arborio Gattinara di Sartirana (Milano, 30 aprile 1807 – Firenze, 21 gennaio 1869), è stato un nobile, entomologo e politico italiano.

## Biografia
Appartenente alla nobile famiglia degli Arborio Gattinara e figlio del marchese Filippo, sposò la nobile Luisa Dal Pozzo della Cisterna da cui ebbe un figlio, Alfonso, senatore del Regno d'Italia. Nel 1827 come dono di nozze alla principessa, fece costruire una splendida Villa affacciata sulla cornice piemontese del Lago Maggiore, dimora che divenne così la sua residenza lacustre. La Villa è tuttora di proprietà dei Marchesi dal Pozzo d'Annone: charme e romanticismo sono le caratteristiche di una tra le ville più antiche del lago, che conserva tutto il sapore dell'epoca Vittoriana. Conte di Sartirana e Marchese di Breme dalla nascita, il Re gli concesse il titolo di Duca di Sartirana il 26 maggio 1867. Giovane, studiò scienze naturali, diventando così un eccellente entomologo. Il 18 dicembre 1849 venne nominato senatore del Regno di Sardegna. Abitò nel Castello di Sartirana nel circondario di Mortara, poi nella Villa La Tesoriera a Torino e infine con l'Unità d'Italia a Roma. Gran maestro delle cerimonie di corte a Torino, divenne Prefetto di palazzo e introduttore degli ambasciatori. Fu membro del Consiglio della Direzione generale dei Teatri del Regno; socio onorario del Museo industriale italiano di Torino; socio dell'Accademia delle scienze di Torino (dal 12 dicembre 1841), socio dell'Accademia d'agricoltura di Torino, membro onorario della Società di agricoltura, industria e commercio di Torino, Vicepresidente dal 1851 al 1852 e Presidente dell'Accademia d'agricoltura di Torino dal 1858 al 1862; Socio onorario, Direttore generale e Presidente dell'Accademia albertina di Torino; Presidente della Società promotrice delle belle arti di Torino; Ministro di Stato.

## Ascendenza
|                                                      |   |                                                      | Genitori                                              |  |  | Nonni |  |  | Bisnonni                                           |  |  | Trisnonni                           |  |
|                                                      |   |                                                      |                                                       |  |  |       |  |  | Ferdinando Arborio di Gattinara, marchese di Breme |  |  | Domenico Maria Arborio di Gattinara |  |
|                                                      |   |                                                      |                                                       |  |  |       |  |  | Ferdinando Arborio di Gattinara, marchese di Breme |  |  | Domenico Maria Arborio di Gattinara |  |
|                                                      |   | Teresa Rivarola                                      |                                                       |  |  |       |  |  | Ferdinando Arborio di Gattinara, marchese di Breme |  |  |                                     |  |
| Lodovico Arborio di Gattinara, marchese di Breme     |   |                                                      |                                                       |  |  |       |  |  | Ferdinando Arborio di Gattinara, marchese di Breme |  |  |                                     |  |
|                                                      |   | Carlotta Maria Maddalena Solaro di Moretta           | Francesco Ludovico Amedeo Solaro di Moretta           |  |  |       |  |  |                                                    |  |  |                                     |  |
|                                                      |   | Carlotta Maria Maddalena Solaro di Moretta           | Francesco Ludovico Amedeo Solaro di Moretta           |  |  |       |  |  |                                                    |  |  |                                     |  |
|                                                      |   | Carlotta Maria Maddalena Solaro di Moretta           | Angelica Maria Buronzo di Asigliano                   |  |  |       |  |  |                                                    |  |  |                                     |  |
| Filippo Arborio di Gattinara                         |   | Carlotta Maria Maddalena Solaro di Moretta           |                                                       |  |  |       |  |  |                                                    |  |  |                                     |  |
|                                                      |   | Giuseppe Amedeo dal Pozzo, VI marchese di Voghera    | Alfonso Enrico dal Pozzo, III principe della Cisterna |  |  |       |  |  |                                                    |  |  |                                     |  |
|                                                      |   | Giuseppe Amedeo dal Pozzo, VI marchese di Voghera    | Alfonso Enrico dal Pozzo, III principe della Cisterna |  |  |       |  |  |                                                    |  |  |                                     |  |
|                                                      |   | Giuseppe Amedeo dal Pozzo, VI marchese di Voghera    | Barbara Benedetta Roero                               |  |  |       |  |  |                                                    |  |  |                                     |  |
| Maria Anna dal Pozzo                                 |   | Giuseppe Amedeo dal Pozzo, VI marchese di Voghera    |                                                       |  |  |       |  |  |                                                    |  |  |                                     |  |
|                                                      |   | Anna Gabriella Enrichetta Caresana di Carisio        | Pietro Giorgio Caresana, conte di Carisio             |  |  |       |  |  |                                                    |  |  |                                     |  |
|                                                      |   | Anna Gabriella Enrichetta Caresana di Carisio        | Pietro Giorgio Caresana, conte di Carisio             |  |  |       |  |  |                                                    |  |  |                                     |  |
|                                                      |   | Anna Gabriella Enrichetta Caresana di Carisio        | Luisa Gabriella Doria                                 |  |  |       |  |  |                                                    |  |  |                                     |  |
| Ferdinando Arborio di Gattinara, I duca di Sartirana |   | Anna Gabriella Enrichetta Caresana di Carisio        |                                                       |  |  |       |  |  |                                                    |  |  |                                     |  |
|                                                      | … | …                                                    |                                                       |  |  |       |  |  |                                                    |  |  |                                     |  |
|                                                      | … | …                                                    |                                                       |  |  |       |  |  |                                                    |  |  |                                     |  |
|                                                      | … | …                                                    |                                                       |  |  |       |  |  |                                                    |  |  |                                     |  |
| Gaspard d'Hallot des Hayes                           | … |                                                      |                                                       |  |  |       |  |  |                                                    |  |  |                                     |  |
|                                                      |   | …                                                    | …                                                     |  |  |       |  |  |                                                    |  |  |                                     |  |
|                                                      |   | …                                                    | …                                                     |  |  |       |  |  |                                                    |  |  |                                     |  |
|                                                      |   | …                                                    | …                                                     |  |  |       |  |  |                                                    |  |  |                                     |  |
| Marianna d'Hallot des Hayes                          |   | …                                                    |                                                       |  |  |       |  |  |                                                    |  |  |                                     |  |
|                                                      |   | Giuseppe Enrico di Seyssel, IV marchese di La Serraz | Vittorio Amedeo di Seyssel, III marchese di La Serraz |  |  |       |  |  |                                                    |  |  |                                     |  |
|                                                      |   | Giuseppe Enrico di Seyssel, IV marchese di La Serraz | Vittorio Amedeo di Seyssel, III marchese di La Serraz |  |  |       |  |  |                                                    |  |  |                                     |  |
|                                                      |   | Giuseppe Enrico di Seyssel, IV marchese di La Serraz | Enrichetta Margherita dal Pozzo                       |  |  |       |  |  |                                                    |  |  |                                     |  |
| Enrichetta Teresa di Seyssel                         |   | Giuseppe Enrico di Seyssel, IV marchese di La Serraz |                                                       |  |  |       |  |  |                                                    |  |  |                                     |  |
|                                                      |   | Maria Vittoria Teresa Ponte di Scarnafigi            | …                                                     |  |  |       |  |  |                                                    |  |  |                                     |  |
|                                                      |   | Maria Vittoria Teresa Ponte di Scarnafigi            | …                                                     |  |  |       |  |  |                                                    |  |  |                                     |  |
|                                                      |   | Maria Vittoria Teresa Ponte di Scarnafigi            | …                                                     |  |  |       |  |  |                                                    |  |  |                                     |  |
|                                                      |   | Maria Vittoria Teresa Ponte di Scarnafigi            |                                                       |  |  |       |  |  |                                                    |  |  |                                     |  |